# Spiegel-Mitarbeiter KG
Die Spiegel-Mitarbeiter KG (offizielle Firmierung: Kommanditgesellschaft Beteiligungsgesellschaft für SPIEGEL-Mitarbeiter mbH & Co.) ist Eigentümerin von 50,5 Prozent der Anteile der Rudolf-Augstein GmbH sowie 50 Prozent an der Spiegel-Verlag Rudolf Augstein GmbH & Co. KG und stellt damit eine einzigartige Beteiligung der Mitarbeiter des Verlages am eigenen Unternehmen dar. Die Mitarbeiter KG umfasst nicht alle Mitarbeiter automatisch, sondern es besteht eine Beteiligungsmöglichkeit für jeden, der seit mindestens drei Jahren beim Spiegel-Verlag arbeitet. Mitarbeiter der Tochtergesellschaft Spiegel TV können nicht Teilhaber der Mitarbeiter KG werden. Derzeit sind rund 760 Personen stimmberechtigt.

## Geschichte
Die Spiegel-Mitarbeiter KG erwarb am 8. November 1974 auf Betreiben des Spiegel-Gründers Rudolf Augstein die Hälfte der Anteile des Spiegel Verlags. Die Mitarbeiter wählen seitdem alle drei Jahre Vertreter, die bei wichtigen Entscheidungen des Verlages ein Mitbestimmungsrecht besitzen. Außerdem steht der Spiegel-Mitarbeiter KG und damit den Mitarbeitern 50 Prozent des Gewinns des Unternehmens zu.
1989 versuchte Rudolf Augstein, die Anteile der Mitarbeiter KG gegen ein Pensionsmodell zu tauschen. Dies wurde jedoch von den Mitarbeitern abgelehnt.
Die Mitarbeiter KG und der Verlag Gruner + Jahr besaßen ein Vorkaufsrecht auf jeweils 0,5 Prozent der Anteile im Falle des Todes von Rudolf Augstein, welches sie 2002 wahrnahmen. Damit stieg der Anteil der Mitarbeiter KG auf 50,5 Prozent.
Die 750 bis 800 Mitarbeiter (Wahl 2007: 792 Wahlberechtigte) sind somit „stille Teilhaber“ des Unternehmens und wählen alle drei Jahre die fünf Geschäftsführer der Mitarbeiter KG. Zwei der Geschäftsführer werden dabei von den 250 Redakteuren gewählt, einer durch die 120 Dokumentare und Mitarbeiter des Archivs. Die Verlagsmitarbeiter wählen die restlichen beiden Geschäftsführer.
2009 wurde die Satzung der KG in einigen Punkten geändert, andere Änderungsvorschläge abgelehnt. Bei dieser Abstimmung nahmen 611 der damals 763 stimmberechtigten teil, das waren 80 Prozent. Da die Satzung eine 2/3-Mehrheit vorsieht, hätten 509 Stimmen gereicht. Unter den Änderungen, die abgelehnt wurden, war der Vorschlag, die Wahlperiode auf vier Jahre zu verlängern.
Nach der am 21. August verkündeten Zustimmung der Mitarbeiter KG zur Einsetzung von Nikolaus Blome (bisher BILD-Zeitung) ab 1. Dezember 2013 zum Leiter des Hauptstadtbüros und Mitglied der Chefredaktion sammelten die Redakteure Unterschriften, um ihre beiden Vertreter Latsch und Wellershoff zum Rücktritt zu bewegen, weil das Vertrauensverhältnis mehrheitlich gestört war. Dies änderte jedoch nichts an der bereits getroffenen Entscheidung.
Thomas Hass wurde 2015 Geschäftsführer des Spiegel-Verlags. Für ihn rückte Johannes Varvakis in die Geschäftsführung der Mitarbeiter KG auf und Thomas Riedel übernahm die Sprecherposition.

## Geschäftsführer
| Zeitraum  | Redaktion             | Redaktion            | Verlag          | Verlag                                                | Dokumentation                                              | Sprecher                                                  |
| --------- | --------------------- | -------------------- | --------------- | ----------------------------------------------------- | ---------------------------------------------------------- | --------------------------------------------------------- |
| 2004–2007 | Thomas Darnstädt      | Armin Mahler         | Karl Heinz Gill | Carsten Türke                                         | Cordelia Freiwald                                          | Thomas Darnstädt                                          |
| 2007–2010 | Armin Mahler          | Marianne Wellershoff | Rainer Buss     | Thomas Hass                                           | Cordelia Freiwald                                          | Armin Mahler                                              |
| 2010–2013 | Armin Mahler          | Marianne Wellershoff | Rainer Buss     | Thomas Hass                                           | Jan Kerbusk                                                | Armin Mahler                                              |
| 2013–2016 | Gunther Latsch        | Marianne Wellershoff | Rainer Buss     | Thomas Hass (2013–2015) Johannes Varvakis (2015–2016) | Anne-Sophie Fröhlich (2013–2014) Thomas Riedel (2014–2016) | Thomas Hass (2013–2015) Thomas Riedel (2015–2016)         |
| 2016–2019 | Susanne Amann         | Martin Doerry        | Carsten Türke   | Johannes Varvakis                                     | Thomas Riedel                                              | Susanne Amann                                             |
| 2019–2022 | Michael Fröhlingsdorf | Alexander Neubacher  | Carsten Türke   | Johannes Varvakis                                     | Anika Zeller                                               | Alexander Neubacher (2019–2020) Carsten Türke (2020–2022) |
| 2022–2025 | Markus Brauck         | Katrin Elger         | Carsten Türke   | Manuel Wessinghage                                    | Anika Zeller                                               | Carsten Türke (2022–2023) Markus Brauck (2023–2025)       |